# Wie der Vater …
Wie der Vater … (Originaltitel: Like Father) ist eine US-amerikanische Filmkomödie von Lauren Miller. In den Hauptrollen sind Kelsey Grammer und Kristen Bell zu sehen.

## Handlung
Eine arbeitssüchtige New Yorker Managerin wird von ihrem Bräutigam am Altar stehengelassen, weil sie auch bei ihrer Hochzeit nicht auf ihr Telefon verzichten kann. Dennoch begibt sie sich auf die gebuchte Hochzeitsreise, doch nicht mit dem Bräutigam, sondern mit ihrem Workaholic-Vater, der ihre Mutter verlassen hatte, als sie fünf Jahre alt war, weil er glaubte, seine Familie würde seine Karriere verhindern. Er tauchte völlig unerwartet bei der Trauung auf und nach einem ausgiebigen Trinkgelage finden sich die beiden am nächsten Tag auf dem Kreuzfahrtschiff wieder.

## Produktion
Die Dreharbeiten fanden unter anderem im September 2017 auf dem Kreuzfahrtschiff Harmony of the Seas der Kreuzfahrtlinie Royal Caribbean statt.
Ein erster Trailer wurde im Juni 2018 veröffentlicht.
Der Film feierte am 31. Juli 2018 in Hollywood seine Premiere und wurde am 3. August 2018 in den USA in das Angebot von Netflix aufgenommen.

## Rezeption
Insgesamt stieß der Film bei den Kritikern auf geteiltes Echo. Während er bei Rotten Tomatoes 46 Prozent der Kritiker überzeugen konnte, erhielt er in der Internet Movie Database eine Bewertung von 6,1 von 10 Punkten.